# Álvaro de Mendaña de Neira
Álvaro de Mendaña de Neira (vagy Neyra) (Congosto, Spanyolország, 1542. október 1. – Santa Cruz-szigetek, Salamon-szigetek, 1595. október 18.) spanyol kormányos, felfedező, térképész.

## Élete
1542. október 1-én született Congostóban, Leónban, Spanyolországban. Gyermekkoráról nem maradtak fent emlékek. Életéről a tengerészeten kívül annyit tudni, hogy elvette a spanyol Isabel Barretot.

### Tengerészet
1567-ben Callaóból indult el, hogy a Déli-tengert (Csendes-óceán) kutassa. Ezen útján fedezte fel a Santa Isabel-szigetet, Nui-t és a Wake-szigetet, majd visszatért Peruba. 1595-ben, huszonnyolc évvel később sikerült neki négy hajót felszerelni, mellyel a Salamon-szigeteket és a Marquises-szigeteket fedezte fel. Ezen az úton halt meg, 53 évesen, maláriában. Quiros vezette tovább a hajókat, s érte el velük a Fülöp-szigeteket, majd 1598-ban tért vissza két hajóval Mexikóba. Mendañát második útjára elkísérte felesége is, aki Quirosszal tért vissza Mexikóba, s halála után magukénak tulajdonították a felfedezéseket.